# Berlin, hier bin ich
Berlin, hier bin ich ist eine Spielfilmproduktion des Fernsehens der DDR aus dem Jahr 1982 nach dem gleichnamigen Buch von Rudi Benzien, die unter der Regie von Gerald Hujer durch das DEFA-Studio für Spielfilme (Potsdam-Babelsberg) entstand. Das Filmdrama, mit Reinhard Friedrich, Kirsten Block, Odette Bereska und Manfred Möck in den Hauptrollen, hatte am 5. Oktober 1982 seine TV-Premiere im ersten Programm des DDR-Fernsehens.

## Handlung
Der aus dem Harz stammende Schlosser Detlef Kallinger, der von allen nur „Detti“ genannt wird, will seinen sozialistischen Beitrag zum Aufbau der Hauptstadt der DDR leisten und reist dorthin in den Stadtteil Marzahn. Vor Ort empfängt ihn niemand am Bahnhof, eine fremde Frau nimmt ihm das letzte Taxi weg und die Einweisung in das Arbeiterwohnheim ist ebenso kaltherzig. Sein Zimmerkamerad im Wohnheim, Matthias Mattke, und die junge Silke sind hingegen freundlich zu ihm. Die Verwirklichung seiner Baupläne für die Großstadt erweist sich als kompliziert. Sein persönliches Glück findet er in der jungen Jasmin, der er begegnet und in die er sich Hals über Kopf verliebt.